# ツリアブ
ツリアブ（吊虻、長吻虻）は、ハエ目（双翅目）・ツリアブ科（Bombyliidae）に属する昆虫の総称。広義のアブ（直縫短角群）に含まれる。和名の由来は、ホバリングしながら空中に静止している様子が、吊下げられたように見えることから。
英語での名称は"Bee fly"（「ハチのような飛ぶ虫」）。

## 特徴
成虫は長い口吻で花の蜜を吸う。幼虫は単独性のハナバチやカリバチの前蛹など他の昆虫に外部から寄生し、最終的に食い尽くしてしまう。
ファーブルはヨーロッパ産の種について飼育観察を行い、幼虫の餌を食べる様子、蛹が自ら穴を掘って脱出することなどを記録し、ハチでは成虫がすべてお膳立てするのとは大違いであることに感心している（アブとは異なり、ハチは社会性昆虫であることに注意）。

## 日本産の主な種類
特にビロウドツリアブは早春に姿を現し、まだ花も昆虫も少ない季節に日向の花に訪れる姿が昆虫愛好家にはよく知られている。
- トラツリアブ Anastoechus nitidulus (Fabricius, 1794)
- スズキツリアブ Anastoechus suzukii Matsumura, 1916
- コビロウドツリアブ Bombylius atriceps Loew, 1863
- シバカワツリアブ Bombylius shibakawae Matsumura, 1916
- ビロウドツリアブ Bombylius major Linnaeus, 1858
- クロバネツリアブ Ligyra tantalus (Fabricius, 1794)
- ニトベハラボソツリアブ Systropus nitobei Matsumura, 1916
- スズキハラボソツリアブ Systropus suzukii Matsumura, 1916
- スキバツリアブ Villa limbata (Coquillett, 1898)